# Liudmila Anókina
Liudmila Anókina   (21 de novembre de 1919 - 13 de juliol de 2012) va ser una atleta soviètica, especialista en el llançament de javelina, que va competir durant la dècada de 1940.
En el seu palmarès destaca una medalla de plata la prova del llançament de javelina al Campionat d'Europa d'atletisme de 1946, rere la seva compatriota Klavdiya Mayuchaya. El setembre de 1945 guanyà el campionat soviètic de javelina i pocs dies després va millorar el rècord mundial de l'especialitat amb un llançament de 48,39 metres.
Un cop retirada exercí d'entrenadora de la selecció nacional soviètica entre 1952 i 1982.

## Millors marques
- Llançament de javelina. 50,20 metres (1945)[3]